# Leonardo Rodríguez Díaz
Leonardo Rodríguez Díaz (Lérida, 1877-Lérida, 1922) fue un político español. 

## Biografía
Abogado y economista por estudios y diputado, sucedío a Baldomero Argente al frente del Ministerio de Abastecimientos en el corto periodo que medió entre febrero y abril de 1919.
- Datos: Q9021515
- Multimedia: Leonardo Rodríguez Díaz / Q9021515